# Palazzo di Venezia
Palazzo di Venezia (in turco: Venedik Sarayı) è un palazzo di Istanbul, in Turchia, sede del bailato veneziano e oggi residenza dell'ambasciatore italiano.

## Storia
Nel 1853 il barone Karl von Bruck restaura l'edificio, cui seguono i lavori disposti nel 1887 dall'ambasciatore Heinrich von Calice e nel 1908 dall'ambasciatore Johann von Pallavicini. Con la vittoria durante la prima guerra mondiale sull'Impero asburgico, il 1º dicembre 1918 il conte Carlo Sforza, alto commissario italiano per l'attuazione dell'armistizio con l'Impero ottomano, fa occupare l'edificio da alcuni marinai italiani rinvendicando la proprietà dal palazzo. Solamente il 27 marzo 1919 l'alto commissario si insedia a Palazzo di Venezia. Da quella data a oggi l'edificio resterà proprietà dello stato italiano. 

La nascita della Repubblica Turca e lo spostamento della capitale ad Ankara comportano lo spostamento delle missioni diplomatiche e nel 1936 la rappresentanza italiana si sposta nella nuova capitale e l'edificio resta come residenza ufficiale dell'ambasciatore quando è in visita ad Istanbul. 

L'edificio annesso ospita il consolato generale italiano.